# Berovo
Berovo (Macedonisch: Берово) is een kleine stad en gemeente in het oosten van Noord-Macedonië. De gemeente heeft 13.941 inwoners (2002).
Berovo ligt ongeveer een kilometer boven zeeniveau. Doordat het eeuwenlang afgelegen lag, omringd door naaldbossen, is het dorp relatief weinig beïnvloed door moderne ontwikkelingen. De houtindustrie is een van de belangrijkste inkomstenbronnen van de stad. Er bevindt zich al bijna twee eeuwen een klooster in Berovo, het klooster van de "heilige aartsengel Michael". Het eerste klooster werd gebouwd tussen 1815 en 1818, en in 1818 werd hij ingewijd. Bij de inwijding was de Macedonische geestelijke Joachim Krcovski aanwezig

## Externe links

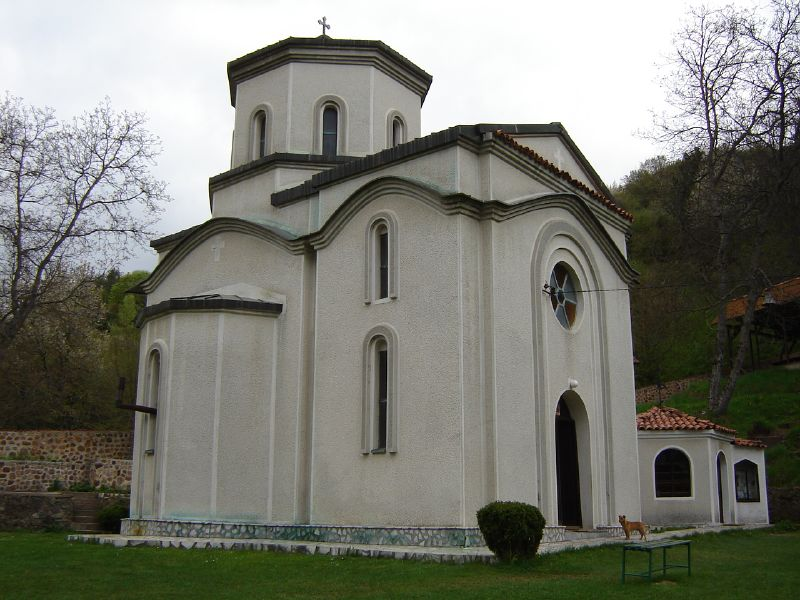
Kerk van het klooster